# Tercer Milenio 360 Internacional
Tercer Milenio 360 Internacional es un noticiero mexicano especializado en notas de interés público sobre fenómenos ovni y extraterrestres, presentado por Sebastián Maussan, producido por Televisa y Jaime Maussan, y Emitido por el Nuevo Canal Maussan Televisión.

## Los Grandes Misterios del Tercer Milenio

### 2004-2011
En 2004, el programa «Los grandes misterios del tercer milenio» conducido por Jaime Maussan, se empezó a transmitir por la televisión mexicana en el canal Galavisión (ahora llamado NU9VE) de Televisa todos los domingos.

## Tercer Milenio y T3rcer Milenio 360

### 2012-2022
En 2012, el programa pasa a llamase simplemente «Tercer Milenio». En junio de ese mismo año Jaime Maussan comenzó un proyecto titulado «T3M.TV», donde Jaime Maussan y su equipo de investigadores presentaban vía streaming su contenido televisivo y material inédito dentro de un portal de Internet de suscripción.
El 5 de mayo de 2015, Jaime Maussan realizó una conferencia en el Auditorio Nacional titulada «beWitness», donde presentó supuestas evidencias del fenómeno ovni extraterrestre, incluyendo una proyección orográfica «reconstruida» de un ser «gris» fotografiado sin vida, supuestamente en el Área 51.
En marzo de 2016, Jaime Maussan comenzó el proyecto titulado «Monitoreo Volcánico T3M» con la finalidad de colocar 2 cámaras en alta resolución enfocadas a los volcanes Popocatépetl e Iztaccíhuatl, el monitoreo comenzó a transmitirse el 1 de abril de 2016 a través de su portal de Internet de suscripción. Actualmente el monitoreo volcánico es transmitido gratuitamente en la plataforma de YouTube.
En 2017, Jaime Maussan comenzó a investigar un conjunto de momias encontradas en Nazca Perú, que él asegura que no son antiguos habitantes de Perú, si no supuestos seres extraterrestres. A mediados de ese mismo año, Jaime Maussan unió fuerzas con la empresa «Gaia» haciendo un espacio web de investigaciones exclusivas del fenómeno ovni extraterrestre en «Gaia».
El 6 de enero de 2019, Jaime Maussan anunció la salida de su programa Tercer Milenio del canal NU9VE de Televisa y su llegada a TV Azteca. El 13 de enero de 2019 se emitió el primer episodio de Tercer Milenio por el canal a+ de TV Azteca.
El 11 de marzo de 2019, se emitió por primera vez el noticiero «T3rcer Milenio 360» conducido por Jaime Maussan y Sebastián Maussan, por el canal a+ de TV Azteca de lunes a viernes a las 21:30 «CST», donde presentaban notas de interés público y sin dejar a un lado el fenómeno ovni extraterrestre.

## Tercer Milenio, Jaime Maussan Presenta y Tercer Milenio 360 Internacional

### 2023-presente
El 4 de marzo de 2023, Jaime Maussan y Sebastián Maussan anunciaron la salida del aire de su noticiero «T3rcer Milenio 360» del canal a+ de TV Azteca.
El 30 de abril de 2023, Jaime Maussan anunció la salida de su programa dominical «Tercer Milenio» del canal a+ de TV Azteca.
El 11 de junio de 2023, Jaime Maussan informó su regreso a la televisión abierta anunciando que su programa dominical «Tercer Milenio» regresa al aire el 18 de junio a través del Canal 6 de Multimedios de Monterrey a las 20:00 «CST». Ese mismo día, Jaime Maussan informó su regreso al canal NU9VE de Televisa, anunciando el lanzamiento de un nuevo programa titulado Jaime Maussan Presenta que será transmitido a parir de 2 de julio a las 22:00 «CST».
El 12 de junio de 2023, Jaime Maussan anunció que su noticiero será trasmitido en el canal NU9VE de Televisa de lunes a viernes bajo el nombre de «Tercer Milenio 360 Internacional» a partir del 3 de julio de lunes a viernes a las 15:00 «CST».